# Брајдам Херера
Брајдам Херера (енгл. Briadam Herrera; Хавана, 28. јул 1995) елитни је амерички скакач у воду.
Иако рођен на Куби Брајдан се као тинејџер са родитељима преселио у Мајами где је почео озбиљније да тренира скокове у воду. Први значајнији успех у каријери остварио је током 2015. године када је освојио прво место на националном првенству у скоковима са даске са висине од једног метра, а потом у истој дисциплини и бронзану медаљу на Универзијади 2015. године.
На светским првенствима дебитовао је у Будимпешти 2017. где је у пару са Лорин Риди у мешовитим синхроним скоковима са даске заузео десето место. Две године касније, на СП у Квангџуу у истој дисциплини у пару са Маријом Кобурн осваја пето место, док такмичење у појединачним скоковима са једнометарске даске окончава са укупно шестим резултатом.